# George White (monteur)
Pour les articles homonymes, voir White et George White.
George White (né le 20 août 1911 – mort le 15 février 1998) est un monteur américain d'Hollywood ayant commencé sa carrière en 1942. Il a principalement travaillé chez Metro-Goldwyn-Mayer.

## Carrière
Il est surtout connu pour avoir travaillé sur les films Bataan (1943), L'Horloge (1945) de Vincente Minnelli, Le facteur sonne toujours deux fois (1946) de Tay Garnett, Le Pays du dauphin vert (1947), pour lequel il a été nommé pour l'Oscar du meilleur montage, et Le Défi de Lassie (1949).
Au cours des années 1950, il a notamment travaillé sur Ma vie à moi (1950), L'Appât (1953) et Le Calice d'argent (1954).
Son dernier film est The Navy vs. the Night Monsters (en) (1966). Il a pris sa retraite en 1966.

## Filmographie partielle
- 1943 : Bataan de Tay Garnett
- 1944 : André Hardy préfère les brunes (Andy Hardy's Blonde Trouble) de George B. Seitz
- 1961 : King of the Roaring 20's: The Story of Arnold Rothstein de Joseph M. Newman
- 1962 : Convicts 4 de Millard Kaufman
- 1964 : Sex and the College Girl de Joseph Adler (en)